# La Chapelle-Moutils
La Chapelle-Moutils is een gemeente in het Franse departement Seine-et-Marne (regio Île-de-France) en telt 324 inwoners (1999). De plaats maakt deel uit van het arrondissement Provins.

## Geografie
De oppervlakte van La Chapelle-Moutils bedraagt 18,7 km², de bevolkingsdichtheid is 17,3 inwoners per km².
De onderstaande kaart toont de ligging van La Chapelle-Moutils met de belangrijkste infrastructuur en aangrenzende gemeenten.

## Demografie
Onderstaande figuur toont het verloop van het inwonertal (bron: INSEE-tellingen).

1. ↑  Populations de référence 2022.